# Club Atlético Barrio Parque
El Club Atlético Barrio Parque, también conocido como Barrio Parque, es una institución social, deportivo y cultural, con sede en la ciudad de Córdoba, Argentina. Sus principales actividades son fútbol, básquet, hockey sobre césped, gimnasia artística, balonmano, vóley y otras tantas federadas sumando un total de 14 disciplinas. En lo cultural cuenta con escuela de teatro para niños y adultos. Su comunidad social es de 350 grupos familiares y 4000 deportistas. 
En fútbol es una de las canteras más importantes de la provincia de Córdoba y se destacan sus jugadores por una formación integral en la que pueden ingresar a otras estructuras. 
La primera división de fútbol logró la Copa Córdoba en 2018 y es uno de los pocos clubes de la liga Cordobesa que nunca descendió.
Mantiene rivalidades deportivas con Club Atlético Universitario, el Club Atlético Bella Vista y con el Club Atlético All Boys.
Actualmente, su equipo de básquet milita en el Torneo Nacional de Ascenso, que es la segunda categoría del básquet argentino. En el fútbol participa en la Primera División de la Liga Cordobesa de Fútbol, que corresponde a la sexta categoría de Argentina.

## Básquet
Esta actividad se inició en los primeros años de vida del club. Con el tiempo fue creciendo para estar hoy en el Torneo Nacional de Ascenso.

### Torneo Federal de Básquet 2012/13[1]
- Fase División

En la Fase División, Parque integró la división Central Andina. Allí quedó puntero de la tabla con 15 puntos, ganando 7 partidos y perdiendo 1.
- Fase Conferencia

La Fase Conferencia fue donde Barrio Parque se destacó. Integró la Conferencia Centro Oeste, donde ganó 19 partidos y perdió solamente 3. Nuevamente se quedó con el primer puesto, consiguiendo 41 puntos totales.
- Play Off

Octavos de Final: En la serie al mejor de 3, le ganó 2-0 al Deportivo Roca, con resultados de 80-77 y 82-57.
Cuartos de Final: En la serie al mejor de 3, le gana 2-0 a Facundo (Rioja), con resultados de 94-87 y 59-54.
Semifinal: Ya en las series al mejor de 5, venció 3-1 a Hispano Americano (Río Gallegos), con resultados de 82-81, 96-69, 98-100 y 86-77. De esta manera accedió a la final del torneo.
Final: En la final Parque cayó 2-3 con Unión (Sta Fe). En el primer partido Parque lo ganó cómodamente con un resultado de 106-70 en Córdoba. El segundo, también de local, fue más ajustado y difícil, pero al final Parque se llevó la victoria ganando 92-84. En el primer partido en Santa Fe, Unión lo ganó fácil, con un resultado de 97-68. En el cuarto partido de la serie sucedió una cosa muy curiosa. Barrio Parque se consagraba campeón y ascendía, con un resultado de 70-69. Pero tras una contra y cuando faltaba menos de 3 segundos Roman Rodríguez la clavó de 20 metros. Así el partido terminó 72-70 a favor de los santafesinos. El quinto y decisivo partido se jugó en Córdoba, partido que ganó Unión 81-77, consagrándose campeón del Torneo Federal de Básquet 2012/13.
2.º Ascenso: En la serie por el Segundo Ascenso, Parque venció 3-1 a Regatas (Concepción del Uruguay). Los resultados fueron: 74-62 y 80-76 en Córdoba, y 63-76 y 70-65 en Concepción del Uruguay. Así, tras una excelente campaña de 31 victorias y solo 8 derrotas, el Club Atlético Barrio Parque asciende por primera vez en su historia a la segunda división, por lo que disputará el Torneo Nacional de Ascenso 2013/14.

### Actualidad
Barrio Parque disputó el Torneo Nacional de Ascenso 2013-14, siendo ella su primera temporada en la segunda categoría del básquet argentino.
En sus dos primeras temporadas el equipo cumplió con el objetivo de mantenerse en el TNA, pero falló a la hora de avanzar en la fase de playoffs. En 2014 fue eliminado por Banda Norte en octavos de final en una serie que terminó 2-3, mientras que en 2015 su verdugo fue La Unión de Colón, que triunfó en su serie de play-in por 2-0. 
En la temporada 2015-16 la historia fue diferente para los cordobeses. Conducidos por el base Fernando Titarelli, el equipo hizo una mediocre primera fase. Sin embargo en la segunda fase mejoraron su rendimiento, terminando en la cuarta posición de la Conferencia Norte. En los playoffs eliminaron con cierta dificultad a Unión de Santa Fe y a Villa Ángela Basket, pero barrieron a Echagüe en la final de conferencia, consagrándose campeones de la zona norte. En el último choque por el ascenso se enfrentaron a Hispano Americano. Aunque ganaron el primer partido de visitantes por 80-68 y llevaron la serie con un empate 1-1 a Córdoba, perdieron en el tercer juego ante los santacruceños por 61-63. Tras ganar el cuarto partido, todo se definió en el último encuentro en Río Gallegos, donde los locales se impusieron por 77-67. Integraban el plantel que logró el subcampeonato jugadores como Julián Chiera, Bernardo Ossela, Andrés Mariani, Lautaro Rivata, Julián Xynos y Nicolás Lauría, que fue escogido como MVP de la temporada.
En la temporada siguiente, ya sin Lauría -que había migrado a Comunicaciones de Mercedes-, el equipo volvió a frustrarse en la serie de play-ins, cayendo 1-3 a manos de Villa San Martín. 
El TNA fue rebautizado como La Liga Argentina en 2017. Ese año Barrio Parque recontrató a Nicolás Lauría, que asumió el liderazgo del equipo. Alcanzaron los playoffs con un récord de 21-19. Sin embargo para la última instancia del campeonato sumaron un refuerzo de enorme jerarquía: Gabriel Mikulas, jugador formado en el baloncesto universitario estadounidense y con una extensa carrera en la Liga Nacional de Básquet. Batallando cada partido, llegaron a la final de la Conferencia Norte, donde fueron eliminados por Libertad de Sunchales en una serie que terminó 3-2 a favor de los santafesinos. 
En la siguiente temporada, la 2018-19, el equipo se amoldó al liderazgo de Mikulas, que condujo a los suyos a una nueva final de conferencia que, nuevamente, terminó en derrota (fue otro 2-3, pero esta vez ante San Isidro).

### Últimas temporadas
| Año     | Campeonato                         | Posición |
| ------- | ---------------------------------- | --- |
| 2011/12 | Torneo Federal de Básquet 2011/12  | - Fase División: 1° sobre 5 equipos con 27 puntos - Fase Conferencia: 2° sobre 10 equipos con 49 puntos - Fase Regional:-Octavos: Victoria ante Vélez Sarsfield (Capital).-Cuartos: Derrota ante San Lorenzo (Chilvicoy) |
| 2012/13 | Torneo Federal de Básquet 2012/13  | Subcampeón, logra el segundo ascenso |
| 2013/14 | Torneo Nacional de Ascenso 2013/14 | Eliminado en octavos de final contra Banda Norte (RC) |

## Fútbol
En esta disciplina el club se destaca no solo por la formación que le da a los chicos y los valores que enseña a través del deporte, sino también por la calidad de la enseñanza y la posibilidad  de que chicos que son parte del club puedan ingresar a otras estructuras.
Barrio Parque es uno de los pocos clubes de la Liga Cordebesa que nunca descendió y se mantiene en la primera división hace 14 años logrando excelentes performance como subcampeonatos y el campeonato de la Copa Córdoba en 2018. 
Logró varios campeonatos en sus divisiones formativas y sus jugadores son muy requeridos por los distintos clubes profesionales de Argentina. 

Es un club que busca integrar a todos los chicos posee equipos en la liga cordobesa en zona oro , en zona plata y tiene escuelita que es un poco más recreativo.

### Historia
- 1990-1997: En 1990 se crea la Escuela de Fútbol Infantil. Participa en la Liga Serrana Amateur, pero la desorganización y la pobre competencia hizo que se desafiliara de la liga. En el mismo año, los propios dirigentes del club crearon la Liga de Escuelas de Fútbol Infantil (LEFI). Esta liga fue creciendo como competencia y en su estructura, y se transformó en una de la más importantes de la Ciudad de Córdoba a nivel amateur.
- 1998-2000: En los primeros meses de 1998 el club Barrio Parque se afilió a la Asociación Cordobesa de Fútbol, ingresando a competir en la tercera categoría de la Liga Cordobesa, llamada Primera C.
- 2000: En el año 2000 consiguió su ascenso a la Primera B, luego de una muy buena campaña.
- 2006: fue el primer año en primera división de la liga cordobesa de fútbol.
- 2018: campeón de la Copa Córdoba tras derrotar a Peñarol en la final.

Jugadores destacados:
- Santino Pautasso

### Plantilla Liga Cordobesa 2022
Actualizado a 23 de Marzo de 2022. 